# Ambassade d'Algérie en Zambie
L'ambassade d'Algérie en Zambie est la représentation diplomatique de la République algérienne auprès de la république de Zambie. Elle est située à Lusaka, la capitale du pays.